# نینزو ماتسومورا
نینزو ماتسومورا (松村 任三 Matsumura Ninzō, زاده ۱۴ فوریه ۱۸۵۶ - درگذشته ۴ مه ۱۹۲۸)، گیاه‌شناس ژاپنی زاده استان ایباراکی در یک خانواده سامورایی بود. او در جوانی علاقه زیادی به گیاه‌شناسی نشان داد و بعد از ۳۰ سالگی از سال ۱۸۸۶ تا ۱۸۸۸ در دانشگاه وورتسبورگ و دانشگاه هایدلبرگ تحصیل کرد. او در سال ۱۸۸۳ استادیار گیاه‌شناسی و در سال ۱۸۹۰ استاد دانشگاه توکیو و در ۱۸۹۷ رئیس باغهای گیاه‌شناسی شد. در سال ۱۸۹۶ در آماده کردن فرهنگ کامل انگلیسی-ژاپنی برینکلی کمک کرد، و کتابهای مهم زیادی در مورد گیاگان ژاپن منتشر کرد از جمله:
- Nomenclature of Japanese Plants in Latin, Japanese, and Chinese (1884)
- Names of Plants and their Products in English, Japanese, and Chinese (1892)
- Conspectus of Leguminosœ (۱۹۰۲)
- Index plantarum Japonicarum: Cryptogamœ (۱۹۰۴)
- Phanerogamœ (۱۹۰۵)
- with Ito, Tentamen Florœ Lutchuensis (1899)
- with Ito, Rivisio Alni Specierum Japonicarum (1902)
- with Hayata, Enumeratio Plantarum in Insula Formosa Sponte Crescentium (1906)